# Отодектоз
Отодектоз (otodectosis; ушная чесотка) — акариаз домашних животных и редко человека, вызванный паразитированием в ушах клещей Otodectos cynotis.
Возбудитель — клещ Otodectes cynotis — паразитирует в ушной раковине и наружном слуховом проходе у кошек, собак, диких хищных животных (лисиц, песцов, енотовидных собак, хорьков и т. д.) и очень редко у человека. Размер самок составляет 0,32—0,75 мм, самцов — 0,2—0,6 мм.
Зараженные животные беспокоятся, трясут головой, трут ушами о различные предметы. В результате чего появляются ссадины, царапины, нагноения. Слуховой проход забивается корками подсохшего экссудата. При осложненной форме нередко процесс распространяется на среднее и внутреннее ухо и далее — на мозговые оболочки. У животных наблюдается общее угнетение, нервные явления, припадки, повышается температура тела, они наклоняют голову в сторону больного уха (кривоголовость). Нередко отодектоз осложняется гноеродной инфекцией. У зверей отмечались случаи прободения барабанной перепонки.
У человека (который заражается очень редко) может возникнуть наружный отит.